# Stratégie de puissance
 (mai 2024).
Une stratégie de puissance est une stratégie que se donne un État ou un groupe d'États (comme l'Union européenne), pour devenir une grande puissance, ou se maintenir comme grande puissance, et préserver sa souveraineté.
La nouvelle configuration des relations internationales depuis la chute du mur de Berlin a fondamentalement changé la donne. Pour qu'un pays ou groupe de pays marque des points décisifs, il est nécessaire qu'il bâtisse une stratégie de puissance géoéconomique sur le moyen/long terme, sinon, il risque de subir cette nouvelle configuration dans la mondialisation.

## Bref historique
Au début des années 1960, l’informatique est devenue une donnée essentielle dans le processus de modernisation des pays développés. Le général de Gaulle appuya cette démarche par le plan Calcul et le lancement de l’entreprise Bull en partant du principe que la modernisation de l’outil industriel s’inscrivait à la fois dans le cadre de développement de la France et dans la préservation de son indépendance.
Au cours des années 1990, après leur échec dans la guerre du Vietnam, et afin de préserver leur suprématie naturelle dans les technologies de l'information, les États-Unis se sont orientés vers une stratégie globale, à la fois géostratégique, géoéconomique et techno-culturelle. Ils ont décidé de muter vers des stratégies de contrôle : contrôle de la Toile d’Internet, contrôle de l’espace, contrôle des grands systèmes d’information, contrôle des règles et des normes, prédominance dans la production de brevets. Le glissement progressif d’une recherche de suprématie militaire vers une stratégie de contrôle global a laissé l’Europe sans voix. Entre la fin de la guerre froide et la guerre en Irak, les États-Unis sont passés d’une politique de maîtrise des technologies de souveraineté à une recherche de suprématie mondiale et durable dans les technologies de l’information. Un tel gap stratégique ne figure pas dans la grille de lecture des fondateurs de l’Europe et encore moins dans la pensée traditionnelle des défenseurs de l’intérêt national.
En 2005, des chiffres publiés par le Wall Street Journal mettent l’accent sur la défaillance de l’Europe et de la France dans les technologies de l’information (TIC) qui sont l’un des pôles dominants de l’économie mondiale. Comme on le voit, les technologies de l'information sont un élément clé de la souveraineté.

## 2015: stratégies de puissance de quelques États dans le monde
Élaborer une stratégie de puissance nécessite d'analyser la stratégie de puissance des États concurrents.

### États-Unis
La stratégie de puissance des États-Unis a pour objectif la domination par la connaissance. Elle s'appuie notamment sur la maîtrise de l'internet.
La stratégie du gouvernement américain repose sur trois caractéristiques principales :
- une gestion des sources ouvertes conforme à la doctrine de perception management (gestion de la perception en français) ;
- le déploiement de systèmes de type network-centric (réseau centré) tels que ceux utilisés lors des deux guerres du Golfe ;
- l'application de la théorie de la croissance endogène de Paul Romer consistant à considérer la connaissance comme une ressource[5].

### Chine
Christian Harbulot, directeur de l'École de Guerre Économique et expert international en intelligence économique, décrypte par exemple la stratégie de puissance de la Chine.
Étant donné qu'elle est dépendante du continent africain pour ses approvisionnements énergétiques, la politique d’accroissement de puissance de la Chine en Afrique s’inscrit dans une volonté d’accaparement des terres.
La stratégie de puissance de la Chine se situe entre soft, hard et smart power.

### Russie
La stratégie de puissance de la Russie est d'agrandir la Russie et de morceler l'Europe.

### Inde
La stratégie de puissance de l’Inde s’articule autour de trois axes :
- sa capacité militaire et plus particulièrement nucléaire ;
- sa position diplomatique ;
- le soft power.

### État islamique
Christian Harbulot décrypte la stratégie de guerre de l'information de l'État islamique pour faire raison garder à une société confrontée au terrorisme.